# 古德沃特 (亞利桑那州)
古德沃特（英語：Goodwater）是位於美國亞利桑那州納瓦霍縣的一個非建制地區。該地的面積和人口皆未知。

## 地理
古德沃特的座標為34°59′31″N 109°56′41″W / 34.99194°N 109.94472°W，而該地的平均海拔高度為1604米（即5262英尺）。